# Шпионский мост
«Шпио́нский мост» (англ. Bridge of Spies) — американский художественный фильм, снятый Стивеном Спилбергом по сценарию Мэтта Чармана и братьев Коэнов, основанному на реальных событиях. Главные роли исполнили Том Хэнкс и Марк Райлэнс. Премьера в США состоялась 16 октября 2015 года, на территории России фильм вышел в прокат 3 декабря того же года.
Лента получила шесть номинаций на премию «Оскар», в том числе за лучший фильм года, однако получила лишь один.

## Сюжет
1957 год. Бруклин. Команда агентов ФБР арестовывает художника Рудольфа Абеля, подозреваемого в ведении шпионской деятельности в пользу СССР. Абелю удаётся уничтожить листочек с шифром, который он только что вытащил из тайника в парке, но агенты находят массу других улик, изобличающих в нём советского разведчика. Правительство США желает провести справедливый суд. Коллегия адвокатов Нью-Йорка поручает защиту Абеля адвокату Джеймсу Доновану, специалисту по страховым делам.
Несмотря на угрозу смертной казни, Абель сохраняет полное спокойствие и категорически отказывается сотрудничать с американскими властями. На суде Донован оспаривает законность обыска, но судья, яро настроенный против «шпиона», отклоняет его доводы. Присяжные признают Абеля виновным, но Доновану удаётся убедить судью не приговаривать подсудимого к казни, поскольку Абель служит своей стране и отказывается её предать. Также возможно в будущем в СССР арестуют американского разведчика и можно будет его обменять. Абель приговорён к 30-летнему заключению. Верховный суд отклоняет апелляцию Донована, он сталкивается с негативным отношением общества.
Тем временем, группа молодых пилотов после тщательного отбора получает назначение на самолёты-разведчики U-2 совершающие шпионские полёты над СССР по заданию ЦРУ. 1 мая 1960 года в одном из вылетов пилот Гэри Пауэрс сбит советской ракетой. Военный трибунал приговаривает лётчика к 10-летнему заключению.
Одновременно, в Берлине, в ходе раздела города и возведения Берлинской стены американский студент Фредерик Прайор пытается вывезти дочь своего преподавателя, но не успевает и попадает под арест. Штази обвиняет его в шпионаже.
Донован получает письмо из ГДР от родственников Абеля с просьбой о содействии обмену Пауэрса на Абеля. Директор ЦРУ Ален Даллес просит Донована провести неофициальные переговоры о сделке. Донован отправляется в Берлин и встречается с «женой», «дочерью» и «кузеном» Абеля, советским дипломатом Шишкиным и адвокатом из восточного Берлина Вольфгангом Фогелем. Фогель желает обменять Абеля на Прайора и вставляет палки в колёса. Донован игнорирует запрет ЦРУ и самовольно договаривается о сделке: Пауэрса и Прайора в обмен на Абеля. 10 февраля 1962 года стороны встречаются на Глиникском мосту. Пауэрс и Абель проходят обмен на мосту, немцы привозят на КПП «Чарли» Прайора. Донован уезжает в США, где его чествуют, как героя.

## В ролях
- Том Хэнкс — Джеймс Донован, адвокат по страховым делам
- Марк Райлэнс — Рудольф Абель, советский разведчик-нелегал
- Скотт Шеперд — агент Хоффман
- Эми Райан — Мэри Маккенна Донован, жена Джеймса
- Себастьян Кох — адвокат Вольфганг Фогель
- Алан Алда — Томас Уоттерс, партнёр в юридической фирме
- Остин Стоуэлл — Фрэнсис Гэри Пауэрс, американский летчик
- Билли Магнуссен — Даг Форрестер, помощник Джеймса Донована
- Ив Хьюсон — Кэрол Донован, дочь Джеймса и Мэри
- Джиллиан Леблинг — Пегги Донован, дочь Джеймса и Мэри
- Ноа Шнапп — Роджер Донован, сын Джеймса и Мэри
- Джесси Племонс — Джо Мёрфи, американский летчик
- Майкл Гэстон — агент Уильямс
- Питер Макробби — Аллен Даллес, глава ЦРУ
- Уилл Роджерс — Фредерик Прайор, студент, обвинённый в шпионаже
- Доменик Ломбардоцци — агент Бласко
- Дакин Мэттьюс — судья Мортимер Байерс
- Стивен Канкен — Уильям Томпкинс
- Джошуа Харто[англ.] — Бэйтс
- Марк Зак[англ.] — советский судья
- Эдвард Джеймс Хайленд — председатель верховного суда Эрл Уоррен
- Михаил Горевой — Иван Александрович Шишкин, сотрудник советского посольства
- Бургхарт Клауснер — Харальд Отт, генеральный прокурор ГДР
- Петра-Мария Каммин — Елена Абель
- Люси Дрезнин — Лидия Абель
- Майкл Шенк — кузен Древс
- Ваня Гетц — советский охранник
- Владимир Виланов — советский охранник
- Иван Шведофф[англ.] — советский допрашивающий
- Мераб Нинидзе — советский допрашивающий
- Константин Фролов — советский чиновник

## Восприятие
Фильм получил широкое признание критиков. На сайте Rotten Tomatoes его рейтинг «свежести» составляет 91 % со средней оценкой в 7,8 баллов из 10 на основе 239 рецензии. Metacritic, который выставляет оценки на основе среднего арифметического взвешенного, дал фильму 81 баллов из 100 на основе 48 рецензий. По данным сайта CinemaScore, зрители поставили фильму оценку «A» по шкале от «A+» до «F».
Ричард Рупер из Chicago Sun-Times похвалил фильм, высоко оценив режиссёрское мастерство Стивена Спилберга. Майкл Филиппс из Chicago Tribune положительно высказался о фильме, в частности об актёрской игре Тома Хэнкса. Игнатий Вишневецкий из The A.V. Club охарактеризовал фильм как «один из самых прекрасных поздних фильмов Спилберга и, возможно, самый красноречивый. […] Шпионский мост изображает напряжённый обмен пленными между ЦРУ и КГБ, часто перетекающий в игру в кошки-мышки».
Российские кинообзорщики упрекали фильм за «клюквенность» и явную заангажированность.

## Расхождения с реальными событиями
- Когда самолёт U-2 был сбит, Гари Пауэрс не воспользовался системой катапультирования, поскольку знал от бортмехаников, что она была совмещена с системой самоуничтожения самолёта[9]. В фильме говорится, что система самоуничтожения приводится в действие отдельной кнопкой.
- В момент обмена Абель говорит Доновану: «Меня обнимут или просто укажут на заднее сиденье». Тем самым он намекает, что если не обнимут, то высока вероятность возвращения недоверия советского правительства и, следовательно, расстрела Абеля. В сцене обмена Абелю указали на заднее сиденье, однако в дальнейшем Абель вернулся к работе в центральном аппарате разведки.
- В фильме утверждается, что СССР запретил восстанавливать Берлин, который СССР разбомбил. В реальности Берлин подвергался активным бомбардировкам западных союзников, а не только СССР. Также не соответствует действительности запрет на восстановление Берлина, не упоминаемый ни в каких реальных документах. На всех фотографиях можно увидеть, что город в то время был отстроен заново.
- В конце фильма следует текст в котором заявляется, что Абель никогда не был признан Советским Союзом как разведчик. Однако на самом деле уже в 1968 на экраны СССР вышел фильм «Мёртвый сезон», в котором Абель выступает со вступительной речью как советский разведчик, более того являясь техническим консультантом фильма. В фильме присутствует сцена где провалившихся агентов меняют на мосту, а главного героя весело и радостно встречают его коллеги — этот момент был воссоздан на основе истории Абеля.
- Никаких покушений на Донована со стрельбой по окнам в реальности не было, так же, как и лишения его дел. На самом деле он спокойно продолжал работу, в частности в должности вице-президента, а затем и президента департамента образования Нью-Йорка (см. его биографию). Председатель Верховного суда Эрл Уоррен публично поблагодарил Донована за его работу по делу.
- В фильме показано задержание Штази Фредерика Прайора за помощь в побеге через Берлинскую стену. Сам Прайор в интервью впоследствии отрицал, что задержание происходило по этой причине. Прайор в интервью: «Персонаж в фильме с моим именем не имеет ничего общего со мной. Я возмущён, что Стивен Спилберг не связался со мной, чтобы узнать, что произошло на самом деле, и заменил реальную историю вымышленной».[10]

## Награды и номинации
- 2015 — попадание в список лучших фильмов года по версии Национального совета кинокритиков США.
- 2016 — премия «Оскар» за лучшую мужскую роль второго плана (Марк Райлэнс), а также 5 номинаций: лучший фильм (Стивен Спилберг, Марк Платт, Кристи Макоско Кригер), лучший оригинальный сценарий (Мэтт Чарман, Итан Коэн, Джоэл Коэн), лучшая оригинальная музыка (Томас Ньюман), лучшая работа художника (Адам Стокхаузен, Рина ДеАнджело, Бернхард Хенрих), лучшее сведение звука (Энди Нельсон, Гэри Ридстром, Дрю Кунин).
- 2016 — номинация на премию «Золотой глобус» за лучшую мужскую роль второго плана (Марк Райлэнс).
- 2016 — премия BAFTA за лучшую мужскую роль второго плана (Марк Райлэнс), а также 8 номинаций: лучший фильм (Стивен Спилберг, Марк Платт, Кристи Макоско Кригер), лучшая режиссура (Стивен Спилберг), лучший оригинальный сценарий (Мэтт Чарман, Итан Коэн, Джоэл Коэн), лучшая операторская работа (Януш Камински), лучшая оригинальная музыка (Томас Ньюман), лучший монтаж (Майкл Кан), лучшая работа художника (Адам Стокхаузен, Рина ДеАнджело, Бернхард Хенрих), лучший звук (Энди Нельсон, Гэри Ридстром, Дрю Кунин, Ричард Хаймнс).
- 2016 — номинация на премию Гильдии киноактёров США за лучшую мужскую роль второго плана (Марк Райлэнс).
- 2016 — премия «Сатурн» за лучший триллер.
- 2016 — премия «Давид ди Донателло» за лучший иностранный фильм (Стивен Спилберг).
- 2016 — премия Лондонского кружка кинокритиков за лучшую мужскую роль второго плана (Марк Райлэнс).
- 2016 — номинация на премию Гильдии сценаристов США за лучший оригинальный сценарий (Мэтт Чарман, Итан Коэн, Джоэл Коэн).
- 2017 — две номинации на премию «Грэмми»: лучший саундтрек для визуального произведения (Томас Ньюман), лучшая инструментальная композиция (Томас Ньюман за «Bridge Of Spies (End Title)»).